# TIS Productions
Paramount Television International Studios (sigla de The Independent Studios, anteriormente conhecida como TeleColombia e TIS Productions) é uma empresa colombiana dedicada à produção de televisão e ao fornecimento de programação para os canais da Inravisión. Fundada em 1996 como Producciones Bernardo Romero Pereiro, presta homenagem ao seu criador, o renomado libretista de dramas e novelas colombianas.
Em 1999, mudou-se para Producciones Telecolombia e, em junho de 2007, para Fox Telecolombia, após ser adquirida pela multinacional Fox International Channels. Desde 20 de março de 2019, após a aquisição da 21st Century Fox pela Disney, passou a integrar o portfólio da Disney.
Em 18 de janeiro de 2021, a Disney alterou a marca Fox Telecolombia para TeleColombia, atendendo à exigência de remover o nome Fox das empresas oriundas da 21st Century Fox.
Em 28 de outubro de 2021, a então ViacomCBS — hoje Paramount Global — anunciou a aquisição de participação majoritária na TeleColombia, negócio concluído em 23 de novembro do mesmo ano.
Em 22 de outubro de 2022, a Paramount Global adotou a sigla TIS e integrou formalmente a Estudios TeleMéxico sob a nova marca.

## História

### Fundadores e gestores
Além de Romero Pereiro — envolvido em títulos como Escalona, Señora Isabel e a comédia Dejémonos de Vainas —, a empresa contou com executivos como Samuel Duque Rozo, ex-presidente da RCN Televisión; René Gómez, ex-presidente da Coltejer e atual vice-presidente executivo; e Samuel Duque Jr., vice-presidente de operações.

### Como produtora de TV
Desde 2004 atua também como produtora independente, fornecendo ao canal RCN Televisión títulos como a sexta temporada de Pandillas, Guerra y Paz e outros programas, entre eles: El Pasado no Perdona (remake de 1991 de Producciones Punch), Juego Limpio, Floricienta, El Precio del Silencio, No Renuncies, Salomé, Historias Familiares, Expedientes, Retratos, Me Amarás Bajo la Lluvia, Enigmas del Más Allá, Amor de mis Amores, Por Amor e Zona Rosa.

## Aquisição pela Fox Telecolombia
Em 26 de junho de 2007, a Fox International Channels comprou 51% das ações da Telecolombia, rebatizando-a como Fox Telecolombia. A direção permaneceu com Samuel Duque Rozo. A parceria reforçou a estratégia da News Corp de produzir mais de 2 500 horas anuais de conteúdo em espanhol, somando-se à unidade Fox Toma 1 (não ficção) e deixando a Fox Telecolombia focada em ficção.
Entre as produções desse período destacam-se Tiempo Final, La Comunión, La Dama de Troya e Mental — esta última a primeira série falada em inglês gravada na América Latina. A empresa se consolidou como uma das maiores produtoras da Colômbia, ao lado de Televideo e Producciones Tevecine.

## Produções atuais
- Tiempo Final
- Amor, Mentiras y Video
- Sin Retorno
- La Beca
- La Dama de Troya
- Consecuencias
- El Capo
- Pandillas, Guerra y Paz (2.ª temporada)
- La Oficina (adaptação latino-americana de The Office)
- Mental
- Kdabra (2009)
- Cumbia Ninja (2013)
- La Traicionera